# Frankfurtski mir (1871)
Frankfurtski mir (francosko Le traité de Francfort, nemško Friede von Frankfurt) je bil mirovni sporazum med Nemškim cesarstvom in francosko Tretjo republiko, podpisan 10. maja 1871 v Frankfurtu na Majni, s katerim se je formalno končala francosko-pruska vojna.

## Vsebina
Sporazum je določil naslednje:
- osnovanje meje med francosko Tretjo republiko in Nemškim cesarstvom, pri tem je prešlo pod nemški nadzor 1.694 mest in vasi, ki so bili dotedaj pod Francijo:

- Alzacija: francoska departmaja Bas-Rhin in Haut-Rhin razen mesta Belfort in njegovega ozemlja;
- Lorena: francoski departma Moselle, tretjina departmaja Meurthe vključno z mestoma Château-Salins in Sarrebourg, okrožji Saales in Schirmeck v departmaju Vosges.

- določitev plačila francoske vojne odškodnine Nemškemu cesarstvu v znesku petih miljard frankov v času treh let,
- določitev časovnega okvirja o umiku nemške vojske iz določenih ozemelj Francije, pri čemer naj bi bila nemška vojska navzoča na določenih ozemljih Francije vse do celotne povrnitve odškodnine,
- priznanje pruskega kralja Viljema I. za nemškega cesarja,
- Prebivalcem tega ozemlja je bila do 1.oktobra 1872 dana možnost odločitve, da ostanejo na tem območju in prevzamejo nemško državljanstvo ali emigrirajo v Francijo.

Sporazum je prav tako predvidel:
- uporabo vodnih poti na ozemlju Alzacije - Lorene,
- trgovino med tema dvema državama,
- vrnitev vojnih ujetnikov.

## Dejavniki, ki so vplivali na določitev meje

### Strategija
Nemška vojska se je zavzemala za nadzor nad ozemljem Alzacije vse do Vogezov in ozemlja med Thionvillom (Diedenhofen) ter Metzom kot ključno za zaščito nemškega ozemlja v primeru možnih naslednjih vojn s Francijo.

### Politika
Brez premika meje Nemškega cesarstva na zahod bi bila prvotna meja s Francijo večinoma razdeljena med nemški državi Baden in Bavarsko, katerih vladi nista hoteli imeti na svoji meji maščevalne Francije. Prav tako bi to imelo za posledico namestitev znatnega števila nemške vojske znotraj teh dveh držav, kar bi otežilo uveljavljanje in ohranitev precejšnje avtonomije znotraj Nemškega cesarstva, ki so jo dosegle južne nemške države s podpisom ustave Nemškega cesarstva. Znatni premik meje na zahod je te probleme rešil.

### Nacionalizem
Nove politične meje se večinoma, ne pa povsem, sledile jezikovnim mejam. Dejstvo, da je večina prebivalstva novega ozemlja Rajha govorila nemške dialekte, je dovoljevala Berlinu, da opraviči aneksacijo na nacionalističnih temeljih.

### Gospodarstvo
Naravni viri Alzacije in Lorene (železova ruda, premog) očitno niso igrali vloge v nemškem boju za priključitev ozemlja. Glavni zastavljeni cilj je bila vojaška aneksija in združitev z nemškim narodom. Obenem je Francija izgubila za 1.447.000 hektarjev ozemlja, 1.694 naselij in 1.597.000 prebivalcev. Prav tako je izgubila 20% svojih rudnih in jeklarskih zmogljivosti. Čeprav trgovinski sporazum s Prusijo iz leta 1862 ni bil obnovljen, je Francija odobrila Nemčiji najugodnejšo trgovsko klavzulo, ki jo je spoštovala v celoti vse do leta 1914.

## Zapuščina
Frankfurtski sporazum je polariziral francosko politiko naproti Nemčiji za naslednjih štirideset let. Ponovna zasedba "izgubljenih pokrajin" Alzacije in Lorene je postala obsedenost, zaznamovana z revanšizmom, ki je postal eno najmočnejših motivov pri francoskem vključevanju v prvo svetovno vojno.
Ozemlje Alzacije - Lorene je bilo vrnjeno Franciji z versajskim mirom leta 1919 po koncu prve svetovne vojne.